# واين فيسر
واين فيسر (بالإنجليزية: Wayne Visser)‏ هو مستقبلي زيمبابوي، ولد في 17 ديسمبر 1970 في بولاوايو في زيمبابوي.

## وصلات خارجية
- واين فيسر على موقع IMDb (الإنجليزية)